# コア (護衛空母)
コア (USS Core, CVE-13) は、アメリカ海軍の護衛空母。ボーグ級航空母艦の1隻。当初は AVG-13（航空機搭載護衛艦）と指定され、1942年8月20日に ACV-13（補助空母）に、1943年7月15日に CVE-13（護衛空母）に、1955年6月12日に CVHE-13（護衛ヘリ空母）に、1958年7月1日に CVU-13（雑役空母）に、1959年5月9日に T-AKV-41（貨物航空機運搬艦）に艦種変更された。

## 艦歴
コアは海事委任契約の下ワシントン州タコマのシアトル・タコマ造船所で1942年5月15日にB・B・スミス夫人によって進水し、1942年5月1日に海軍に引き渡され、1942年12月10日にM・R・グリーア艦長の指揮下就役した。艦名はノースカロライナ州のコア海峡に由来する。
1943年2月6日にピュージェット湾を出航し、サンディエゴ沖でパイロット認証訓練を行う。その後東海岸に向かい4月11日にノーフォークに到着する。コアはチェサピーク湾でパイロット認証訓練を継続し、6月27日に対潜水艦戦闘部隊である第21.12任務群の核として再編される。部隊は輸送船団の護衛に従事し、大西洋の戦いで大きな貢献を成し遂げた。また、対潜水観戦部隊が挙げた戦果は対潜水艦戦における大きな進歩による物であった。コアの艦載機部隊は随伴する駆逐艦と共に数々の大きな戦果を挙げた。7月13日には U-487 を北緯27°15′、西経34°18′の海域で、7月16日には U-67 を北緯30°05′、西経44°17′の海域で撃沈している。随伴駆逐艦の一隻、ジョージ・E・バジャー (USS George E. Badger, DD-196) は7月23日に U-613 を北緯35°32′、西経28°36′の海域で撃沈した。コアは7月31日にノーフォークに帰還した。
2度目の対潜水艦戦巡航は1943年8月16日から9月2日まで行われ、8月24日には U-84 を北緯27°09′、西経37°03′の海域で、U-185 を北緯27°00′、西経37°06′の海域で撃沈している。その後第21.15任務群と共に10月5日出航し、10月20日には U-378 を北緯47°40′、西経28°27′の海域で撃沈している。コアは11月19日にノーフォークに帰還した。
1943年12月6日から1944年1月18日までの巡航後、コアは2月6日から3月9日にかけて56機のP-51戦闘機と貨物をリバプールに運搬した。4月3日から5月29日まで第21.16任務群に所属し中央、北大西洋で活動する。その後ニューヨークを6月24日に出航し、スコットランドのグラスゴーに85機の陸軍戦闘機を運搬し、ノーフォークには7月20日に帰還した。8月8日に第22.4空母任務群に所属、対潜水艦戦に復帰し、新たな敵潜水艦戦術に対応するための訓練をバミューダで10月8日まで行い、その後ノーフォークに帰還しオーバーホールに入る。クォンセット・ポイントでのパイロット認証訓練の後、1945年1月24日にノーフォークを出航、大西洋での対潜水艦戦に入る。しかしながら濃霧と悪天候で目立った戦果は挙げられなかった。4月3日にノーフォークを出航し4月7日にグアンタナモ湾で対潜水艦戦部隊に合流する。中央、北大西洋で展開したコアと僚艦は4月24日にフレデリック・C・デイヴィス (USS Frederick C. Davis, DE-136) が撃沈された後、U-546 を北緯43°53′、西経40°07′の海域で撃沈した。コアは5月11日にニューヨークに帰還し、修理と補給を受ける。
コアは1945年6月13日にノーフォークを出航し、6月25日にサンディエゴに到着する。航空機とパイロットを真珠湾、サマール島に運び、8月30日に帰還する。その後10月20日までコアはアラメダ、シアトル間で輸送任務に従事し、その後横須賀で「魔法の絨毯」に就き、多数の帰還兵を輸送した。1945年10月20日から1946年1月18日までコアは2度の往復を行った。コアは1946年10月4日にワシントン州ポート・アンジェルスで予備役となる。
1955年6月12日に CVHE-13（護衛ヘリ空母）へ艦種変更され、1958年7月1日には CVU-13（雑役空母）に再度変更された。その後1970年9月15日に除籍され、1971年にスクラップとして売却された。
コアは第二次世界大戦の戦功で1個の従軍星章を受章した。

## 売却後
スクラップとして売却された船体を、沖縄県の業者が再購入に向けて模索する動きがあった。1975年に開催される沖縄海洋博覧会の宿泊需要を見込み、455人収容のホテルに改造する計画であったが実現には至らなかった。なお、この動きが報道された際には、コアは「ベトナム戦争にも参加したヘリ空母」という扱いになっている。